# Waldleiningen
Waldleiningen è un comune di 403 abitanti della Renania-Palatinato, in Germania.
Appartiene al circondario (Landkreis) di Kaiserslautern (targa KL) ed è parte della comunità amministrativa (Verbandsgemeinde) di Enkenbach-Alsenborn.